# Heiste (Hiiumaa)
Koordinaten: 58° 55′ N, 22° 31′ O
Heiste ist ein Dorf (estnisch küla) in der Landgemeinde Hiiumaa (2013 bis 2017: Landgemeinde Hiiu, davor Landgemeinde Kõrgessaare) auf der zweitgrößten estnischen Insel Hiiumaa (deutsch Dagö).

## Beschreibung
Heiste hat elf Einwohner (Stand 31. Dezember 2011). Der Ort liegt 16 Kilometer südwestlich der Inselhauptstadt Kärdla.
Bei dem Dorf entspringt der Bach Jõeranna oja. Bekannt ist der Ort auch wegen des Härjakivi, eines Findlings aus Granit.